# Pagny chante Brel
Albums de Florent Pagny
Abracadabra
(2006) C'est comme ça
(2009)
Singles
1. La Chanson de Jacky
Sortie : octobre 2007

Pagny chante Brel est le 11e album studio de Florent Pagny reprenant des chansons de Jacques Brel, sorti le 19 novembre 2007 chez Mercury France.
L'album sera suivi par une courte tournée, passant uniquement par Roubaix (où a eu lieu le dernier concert de Brel), par Bruxelles et Liège (pays de Brel) et l'Olympia. Il y est entouré de peu de musiciens sous la direction d'Yvan Cassar. Le concert sera filmé à l'Olympia et vendu en DVD en bonus de la compilation De part et d'autre.

## Liste des titres
| No  | Titre                       | Auteur                                       | Durée |
| --- | --------------------------- | -------------------------------------------- | ----- |
| 1.  | La Chanson de Jacky         | Jacques Brel / Gérard Jouannest              |       |
| 2.  | Orly                        | Jacques Brel                                 |       |
| 3.  | Ne me quitte pas            | Jacques Brel                                 |       |
| 4.  | Mathilde                    | Jacques Brel / Gérard Jouannest              |       |
| 5.  | La Fanette                  | Jacques Brel                                 |       |
| 6.  | La Chanson des vieux amants | Gérard Jouannest-Jacques Brel / Jacques Brel |       |
| 7.  | Au suivant                  | Jacques Brel                                 |       |
| 8.  | Le Dernier Repas            | Jacques Brel                                 |       |
| 9.  | Les Bourgeois               | Jacques Brel / Jean Cortinovis               |       |
| 10. | Vesoul                      | Jacques Brel                                 |       |
| 11. | Ces gens-là                 | Jacques Brel                                 |       |

Les plates-formes de téléchargements légaux proposent également, en exclusivité :
1. Les Vieux (Jacques Brel / Gérard Jouannest)
2. Vesoul (une autre version) (Jacques Brel)
3. La Chanson des vieux amants - voix basse (Gérard Jouannest-Jacques Brel / Jacques Brel)